# Podgorje (Verőce)
Podgorje falu Horvátországban Verőce-Drávamente megyében. Közigazgatásilag Verőcéhez tartozik.

## Fekvése
Verőce központjától 3 km-re nyugatra, Nyugat-Szlavóniában, a Drávamenti-síkság szélén, a Bilo-hegység lábánál, a Zágráb-Eszék vasútvonal mentén, Verőce és Golo Brdo között fekszik.

## Története
A település „Kozja glava” néven Verőce szőlőhegyeként fejlődött ki a 19. század folyamán. Verőce 1880-as népszámlálásakor tűnik fel először. 1890-ben már 11 házat számláltak itt 43 lakossal. Az I. világháború után 1918-ban az új szerb-horvát-szlovén állam, majd később (1929-ben) Jugoszlávia része lett. 1931-ben már 437-en lakták. A II. világháború után a település a szocialista Jugoszláviához tartozott. Ahogy a lakosság száma nőtt, egyre nagyobb igény mutatkozott egy kápolna építésére, ahova a helyiek vasárnapi misét hallgatni járhatnának. Az újonnan épített Szent Nikola Tavelić kápolnát 1965. szeptember 24-én nyitották meg Franjo Šeper érsek jóváhagyásával. Az 1970-es évek elején aszfaltozták az utakat. 1973-ban megalapították a labdarúgó klubot. 1991-ben csaknem teljes lakossága (94%) horvát nemzetiségű volt. 2006-ban felépült a területi iskola épülete. 2011-ben falunak 833 lakosa volt. Lakói földműveléssel, állattartással foglalkoznak.

## Lakossága
| Lakosság változása | Lakosság változása | Lakosság változása | Lakosság változása | Lakosság változása | Lakosság változása | Lakosság változása | Lakosság változása | Lakosság változása | Lakosság változása | Lakosság változása | Lakosság változása | Lakosság változása | Lakosság változása | Lakosság változása | Lakosság változása |
| ------------------ | ------------------ | ------------------ | ------------------ | ------------------ | ------------------ | ------------------ | ------------------ | ------------------ | ------------------ | ------------------ | ------------------ | ------------------ | ------------------ | ------------------ | ------------------ |
| 1857               | 1869               | 1880               | 1890               | 1900               | 1910               | 1921               | 1931               | 1948               | 1953               | 1961               | 1971               | 1981               | 1991               | 2001               | 2011               |
| 0                  | 0                  | 0                  | 0                  | 0                  | 0                  | 0                  | 0                  | 0                  | 0                  | 0                  | 701                | 733                | 779                | 827                | 833                |

(1961-ig lakosságát Verőcéhez számították. 1991 óta önálló településként.)

## Nevezetességei
Szent Nikola Tavelić tiszteletére szentelt római katolikus kápolnáját 1965-ben építették.

## Kultúra
Minthogy a podgorjei lakosság nagy része a tengermelléki Krivi Putról származik az itteniek minden év augusztus 5-én Havas Boldogasszony ünnepén elzarándokolnak egykori falujukba, ahol a többi Krivi Putról elszármazottakkal nemzetközi találkozón vesznek részt.

## Sport
Az NK Podgorje Virovitica labdarúgóklubot 1973-ban alapították. Jelenleg a megyei 2. osztályban szerepel.